# Maj-Britt Thörn
Maj-Britt Thörn, under en period Rydé, född 2 mars 1923 i Gamlestads församling i Göteborg, död 26 januari 2023 i Lidingö distrikt, var en svensk skådespelare och dansös. 
Hon var dotter till målare Allan Thörn och Signe Thörn. Thörn arbetade nära Povel Ramel och var Knäpp upp-revyernas första primadonna. Hennes första föreställning blev "Akta huvet" på Cirkus i Göteborg 1952.
Åren 1949 till 1984 var hon gift med Kurt Rydé (1921–2017), och fick barnen Anne-Lie Rydé 1956 och Joakim Rydé 1959.

## Filmografi (komplett)
- 1949 – Gatan - expedit på BIVA
- 1949 – Kvinnan som försvann - balettflicka
- 1950 – Tryck och sprutt - Snuttan
- 1950 – Stjärnsmäll i Frukostklubben - Maj
- 1950 – Pimpernel Svensson - nattfjäril

## Teater

### Roller (ej komplett)
| År   | Roll        | Produktion                                                                          | Regi               | Teater                     |
| ---- | ----------- | ----------------------------------------------------------------------------------- | ------------------ | -------------------------- |
| 1947 | Medverkande | Tingel-tangel, revy Charles Henry och Karl-Ewert                                    | Werner Ohlson      | Odeonteatern, Stockholm    |
| 1948 | Medverkande | Parkera här, revy Charles Henry och Karl-Ewert                                      | Werner Ohlson      | Odeonteatern, Stockholm    |
| 1948 | Medverkande | Välj Odéon, revy Charles Henry, Karl-Ewert och Werner Ohlson                        | Werner Ohlson      | Odeonteatern, Stockholm    |
| 1949 | Medverkande | Färg över stan, revy Charles Henry, Karl-Ewert och Werner Ohlson                    | Werner Ohlson      | Odeonteatern, Stockholm    |
| 1950 | Medverkande | Förtjusningens hus, revy Karl-Ewert, Charles Henry, Harry Iseborg och Werner Ohlson | Werner Ohlson      | Odeonteatern, Stockholm    |
| 1950 | Medverkande | Komik på liten gata, revy Nils Perne och Sven Paddock                               | Sven Paddock       | Scalateatern               |
| 1952 | Medverkande | Knäppupp I - Akta huvet, revy Povel Ramel                                           | Per-Martin Hamberg | Lorensbergs Cirkus/ Folkan |
| 1953 | Medverkande | Djuprevyn 2 meter, revy Povel Ramel och Yngve Gamlin                                | Egon Larsson       | Idéonteatern               |
| 1989 | Medverkande | Tingel-tangel, revy Povel Ramel och Hans Alfredson                                  | Mikael Ekman       | Restaurang Tyrol           |